# Misóumenos

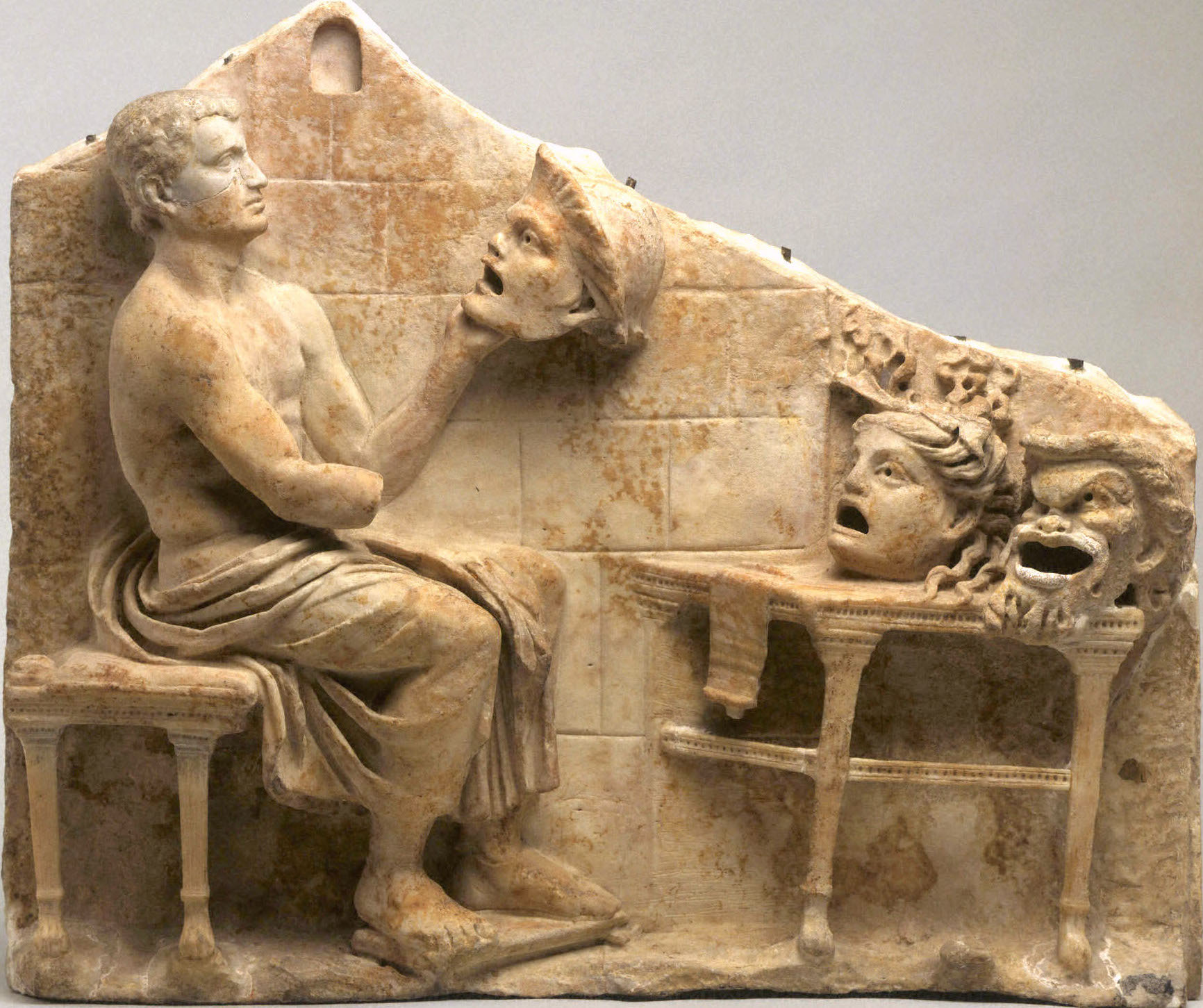
Relieve de un poeta sentado (Menandro) con máscaras de la Nueva Comedia,

Misóumenos (Μισούμενος) o El detestado es una comedia de Menandro muy fragmentaria que hace muy tentativa e insegura su reconstrucción. Un soldado de nombre Trasónides ronda durante una noche la casa donde vive su amada Cratia. Desesperado, Trasónides quiere suicidarse, cosa que impide su esclavo, Getas. Al final se producirá el encuentro entre los dos enamorados.

## Enlaces
- Sitio del Proyecto Perseus, base de datos en inglés con textos originales en griego y su traducción inglesa.
- Menandro en el Proyecto Perseus.
- Menandro en el Proyecto Perseus.

- Datos: Q6019567